# CONCACAF Gold Cup 2023/Gruppe A
| Pl. | Land                | Sp. | S | U | N | Tore    | Diff. | Punkte |
| --- | ------------------- | --- | - | - | - | ------- | ----- | ------ |
| 1.  | USA                 | 3   | 2 | 1 | 0 | 013:100 | +12   | 07     |
| 2.  | Jamaika             | 3   | 2 | 1 | 0 | 010:200 | +8    | 07     |
| 3.  | Trinidad und Tobago | 3   | 1 | 0 | 2 | 004:100 | −6    | 03     |
| 4.  | St. Kitts und Nevis | 3   | 0 | 0 | 3 | 000:140 | −14   | 0      |

Die Gruppe A des CONCACAF Gold Cups 2023 war eine der vier Gruppen des Turniers. Das erste Spiel wurde am 24. Juni 2023 ausgetragen, der letzte Spieltag fand am 2. Juli 2023 statt. Die Gruppe bestand aus den Nationalmannschaften aus den USA, Jamaika, Trinidad und Tobago und St. Kitts und Nevis.

## USA – Jamaika 1:1 (0:1)
| USA                                                                               | USA | Jamaika | Jamaika |
| --------------------------------------------------------------------------------- | --- | --- | ------- |
| USA                                                                               | \| 1. Spieltag \| \| 24. Juni 2023 um 20:30 Uhr (25. Juni um 3:30 Uhr MESZ) in Chicago (Soldier Field) \| \| Zuschauer: 36.666 \| \| Schiedsrichter: César Arturo Ramos ( Mexiko) \| \| Spielbericht \|                                                                                              | \| 1. Spieltag \| \| 24. Juni 2023 um 20:30 Uhr (25. Juni um 3:30 Uhr MESZ) in Chicago (Soldier Field) \| \| Zuschauer: 36.666 \| \| Schiedsrichter: César Arturo Ramos ( Mexiko) \| \| Spielbericht \| | Jamaika |
| USA                                                                               | Matt Turner – DeAndre Yedlin, Matt Miazga, Aaron Long (46. Jalen Neal), John Tolkin (82. Brandon Vázquez) – Aidan Morris, James Sands, Alejandro Zendejas (66. Djordje Mihailovic), Alan Soñora (66. Cristian Roldan), Jordan Morris (55. Cade Cowell) – Jesús Ferreira Cheftrainer: B. J. Callaghan | Andre Blake – Dexter Lembikisa, Damion Lowe, Adrian Mariappa, Amari’i Bell (65. Kemar Lawrence) – Bobby Decordova-Reid, Kevon Lambert, Joel Latibeaudiere, Demarai Gray (90. Daniel Johnson) – Leon Bailey (90. Shamar Nicholson), Michail Antonio (75. Cory Burke) Cheftrainer: Heimir Hallgrímsson ( Island) | Jamaika |
| USA                                                                               | 1:1 Vázquez (88.) | 0:1 Lowe (13.) | Jamaika |
| USA                                                                               | Lowe (3.), Lawrence (83.), Blake (85.) | | Jamaika |
| USA                                                                               | Turner hält Foulelfmeter von Bailey (29.) | | Jamaika |
| USA                                                                               | Spieler des Spiels: Matt Turner (USA) | | Jamaika |
| 1. Spieltag                                                                       | | |         |
| 24. Juni 2023 um 20:30 Uhr (25. Juni um 3:30 Uhr MESZ) in Chicago (Soldier Field) | | |         |
| Zuschauer: 36.666                                                                 | | |         |
| Schiedsrichter: César Arturo Ramos ( Mexiko)                                      | | |         |
| Spielbericht                                                                      | | |         |

## Trinidad und Tobago – St. Kitts und Nevis 3:0 (1:0)
| Trinidad und Tobago                                                                  | Trinidad und Tobago | St. Kitts und Nevis | St. Kitts und Nevis |
| ------------------------------------------------------------------------------------ | --- | --- | ------------------- |
| Trinidad und Tobago                                                                  | \| 1. Spieltag \| \| 25. Juni 2023 um 15:30 Uhr (21:30 Uhr MESZ) in Fort Lauderdale (Inter Miami Stadium) \| \| Zuschauer: 3.646 \| \| Schiedsrichter: Said Martínez ( Honduras) \| \| Spielbericht \|                                                                                   | \| 1. Spieltag \| \| 25. Juni 2023 um 15:30 Uhr (21:30 Uhr MESZ) in Fort Lauderdale (Inter Miami Stadium) \| \| Zuschauer: 3.646 \| \| Schiedsrichter: Said Martínez ( Honduras) \| \| Spielbericht \| | St. Kitts und Nevis |
| Trinidad und Tobago                                                                  | Nicklas Frenderup – Alvin Jones, Kareem Moses, Sheldon Bateau, Triston Hodge – Andre Rampersad (77. Luke Singh), Neveal Hackshaw, Ryan Telfer (59. Ajani Fortune), Kevin Molino (59. Malcolm Shaw), Kaïlé Auvray (84. Joevin Jones) – Levi García (77. Real Gill) Cheftrainer: Angus Eve | Julani Archibald – Malique Roberts, Lois Maynard, Andre Burley, Jameel Ible – Raheem Somersall (73. Mervin Lewis), Yohannes Mitchum (78. Rowan Liburd), Omari Sterling-James (63. Tyquan Terrell), Romaine Sawyers, Tiquanny Williams (73. Ronaldo Belgrove) – Keithroy Freeman (63. Jacob Hazel) Cheftrainer: Austin Huggins | St. Kitts und Nevis |
| Trinidad und Tobago                                                                  | 1:0 A. Jones (43.) 2:0 Fortune (65.) 3:0 Ible (73., Eigentor) | | St. Kitts und Nevis |
| Trinidad und Tobago                                                                  | Somersall (26.), Burley (84.) | | St. Kitts und Nevis |
| Trinidad und Tobago                                                                  | Spieler des Spiels: Alvin Jones (Trinidad und Tobago) | | St. Kitts und Nevis |
| 1. Spieltag                                                                          | | |                     |
| 25. Juni 2023 um 15:30 Uhr (21:30 Uhr MESZ) in Fort Lauderdale (Inter Miami Stadium) | | |                     |
| Zuschauer: 3.646                                                                     | | |                     |
| Schiedsrichter: Said Martínez ( Honduras)                                            | | |                     |
| Spielbericht                                                                         | | |                     |

## Jamaika – Trinidad und Tobago 4:1 (3:0)
| Jamaika                                                                                | Jamaika | Trinidad und Tobago | Trinidad und Tobago |
| -------------------------------------------------------------------------------------- | --- | --- | ------------------- |
| Jamaika                                                                                | \| 2. Spieltag \| \| 28. Juni 2023 um 18:30 Uhr (29. Juni um 1:30 Uhr MESZ) in St. Louis (Citypark Stadium) \| \| Zuschauer: 21.216 \| \| Schiedsrichter: Fernando Guerrero ( Mexiko) \| \| Spielbericht \| | \| 2. Spieltag \| \| 28. Juni 2023 um 18:30 Uhr (29. Juni um 1:30 Uhr MESZ) in St. Louis (Citypark Stadium) \| \| Zuschauer: 21.216 \| \| Schiedsrichter: Fernando Guerrero ( Mexiko) \| \| Spielbericht \|                                                                                   | Trinidad und Tobago |
| Jamaika                                                                                | Andre Blake – Javain Brown (62. Daniel Johnson), Damion Lowe, Di’Shon Bernard, Kemar Lawrence (46. Dexter Lembikisa) – Bobby Decordova-Reid (62. Shamar Nicholson), Kevon Lambert, Joel Latibeaudiere, Demarai Gray – Michail Antonio (77. Cory Burke), Leon Bailey (82. Dujuan Richards) Cheftrainer: Heimir Hallgrímsson ( Island) | Nicklas Frenderup – Alvin Jones, Sheldon Bateau, Kareem Moses, Aubrey David (46. Joevin Jones), Shannon Gomez (76. Molik Khan) – Malcolm Shaw (46. Triston Hodge), Andre Rampersad (64. Kevin Molino), Neveal Hackshaw, Ajani Fortune (46. Kaïlé Auvray) – Levi García Cheftrainer: Angus Eve | Trinidad und Tobago |
| Jamaika                                                                                | 1:0 Gray (14.) 2:0 Bailey (17.) 3:0 Gray (29.) 4:1 Richards (90.+2') | 4:1 Rampersad (49.) | Trinidad und Tobago |
| Jamaika                                                                                | Brown (9.), Lowe (75.), Burke (81.) | Hackshaw (5.), Bateau (41.), A. Jones (73.) | Trinidad und Tobago |
| Jamaika                                                                                | Spieler des Spiels: Demarai Gray (Jamaika) | | Trinidad und Tobago |
| 2. Spieltag                                                                            | | |                     |
| 28. Juni 2023 um 18:30 Uhr (29. Juni um 1:30 Uhr MESZ) in St. Louis (Citypark Stadium) | | |                     |
| Zuschauer: 21.216                                                                      | | |                     |
| Schiedsrichter: Fernando Guerrero ( Mexiko)                                            | | |                     |
| Spielbericht                                                                           | | |                     |

## St. Kitts und Nevis – USA 0:6 (0:4)
| St. Kitts und Nevis                                                                    | St. Kitts und Nevis | USA | USA |
| -------------------------------------------------------------------------------------- | --- | --- | --- |
| St. Kitts und Nevis                                                                    | \| 2. Spieltag \| \| 28. Juni 2023 um 20:30 Uhr (29. Juni um 3:30 Uhr MESZ) in St. Louis (Citypark Stadium) \| \| Zuschauer: 21.216 \| \| Schiedsrichter: Juan Gabriel Calderón ( Costa Rica) \| \| Spielbericht \| | \| 2. Spieltag \| \| 28. Juni 2023 um 20:30 Uhr (29. Juni um 3:30 Uhr MESZ) in St. Louis (Citypark Stadium) \| \| Zuschauer: 21.216 \| \| Schiedsrichter: Juan Gabriel Calderón ( Costa Rica) \| \| Spielbericht \|                                                                                         | USA |
| St. Kitts und Nevis                                                                    | Julani Archibald – Malique Roberts, Lois Maynard, Gerard Williams, Jameel Ible (71. Mervin Lewis) – Raheem Somersall (63. Yohannes Mitchum), Andre Burley, Tiquanny Williams (63. Carlos Bertie), Romaine Sawyers, Tyquan Terrell (63. Omari Sterling-James) – Keithroy Freeman (71. Jacob Hazel) Cheftrainer: Austin Huggins | Sean Johnson – Bryan Reynolds (76. Julian Gressel), Matt Miazga, Jalen Neal, DeJuan Jones – Gianluca Busio (46. Alan Soñora), James Sands (56. Aidan Morris), Djordje Mihailovic – Alejandro Zendejas, Jesús Ferreira (56. Brandon Vázquez), Cade Cowell (68. Cristian Roldan) Cheftrainer: B. J. Callaghan | USA |
| St. Kitts und Nevis                                                                    | 0:1 Mihailovic (12.) 0:2 Reynolds (14.) 0:3 Ferreira (16.) 0:4 Ferreira (25.) 0:5 Ferreira (50.) 0:6 Mihailovic (79.) | | USA |
| St. Kitts und Nevis                                                                    | Terrell (56.), Ible (69.), Burley (74.) | | USA |
| St. Kitts und Nevis                                                                    | Spieler des Spiels: Jesús Ferreira (USA) | | USA |
| 2. Spieltag                                                                            | | |     |
| 28. Juni 2023 um 20:30 Uhr (29. Juni um 3:30 Uhr MESZ) in St. Louis (Citypark Stadium) | | |     |
| Zuschauer: 21.216                                                                      | | |     |
| Schiedsrichter: Juan Gabriel Calderón ( Costa Rica)                                    | | |     |
| Spielbericht                                                                           | | |     |

## Jamaika – St. Kitts und Nevis 5:0 (2:0)
| Jamaika                                                                              | Jamaika | St. Kitts und Nevis | St. Kitts und Nevis |
| ------------------------------------------------------------------------------------ | --- | --- | ------------------- |
| Jamaika                                                                              | \| 3. Spieltag \| \| 2. Juli 2023 um 16:00 Uhr (3. Juli um 1:00 Uhr MESZ) in Santa Clara (Levi’s Stadium) \| \| Zuschauer: 60.347 \| \| Schiedsrichter: Adonai Escobedo ( Mexiko) \| \| Spielbericht \| | \| 3. Spieltag \| \| 2. Juli 2023 um 16:00 Uhr (3. Juli um 1:00 Uhr MESZ) in Santa Clara (Levi’s Stadium) \| \| Zuschauer: 60.347 \| \| Schiedsrichter: Adonai Escobedo ( Mexiko) \| \| Spielbericht \| | St. Kitts und Nevis |
| Jamaika                                                                              | Jahmali Waite (82. Coniah Boyce-Clarke) – Dexter Lembikisa, Di’Shon Bernard, Adrian Mariappa , Amari’i Bell – Joel Latibeaudiere, Jon Russell (46. Daniel Johnson), Kaheem Parris (61. Cory Burke), Leon Bailey, Demarai Gray (82. Dujuan Richards) – Michail Antonio (46. Shamar Nicholson) Cheftrainer: Heimir Hallgrímsson ( Island) | Julani Archibald (64. Jamal Francis) – Malique Roberts, Lois Maynard (72. Dijhorn Simmonds), Gerard Williams, Raheem Hanley – Raheem Somersall (60. Mervin Lewis), Tiquanny Williams, Yohannes Mitchum, Romaine Sawyers, Omari Sterling-James (61. Ronaldo Belgrove) – Rowan Liburd (60. Jacob Hazel) Cheftrainer: Austin Huggins | St. Kitts und Nevis |
| Jamaika                                                                              | 1:0 Archibald (30., Eigentor) 2:0 Russell (45.+2') 3:0 Bernard (49.) 4:0 Johnson (72.) 5:0 Burke (74.) | | St. Kitts und Nevis |
| Jamaika                                                                              | Roberts (48.), Lewis (77.) | | St. Kitts und Nevis |
| Jamaika                                                                              | Spieler des Spiels: Di’Shon Bernard (Jamaika) | | St. Kitts und Nevis |
| 3. Spieltag                                                                          | | |                     |
| 2. Juli 2023 um 16:00 Uhr (3. Juli um 1:00 Uhr MESZ) in Santa Clara (Levi’s Stadium) | | |                     |
| Zuschauer: 60.347                                                                    | | |                     |
| Schiedsrichter: Adonai Escobedo ( Mexiko)                                            | | |                     |
| Spielbericht                                                                         | | |                     |

## USA – Trinidad und Tobago 5:0 (3:0)
| USA                                                                                         | USA | Trinidad und Tobago | Trinidad und Tobago |
| ------------------------------------------------------------------------------------------- | --- | --- | ------------------- |
| USA                                                                                         | \| 3. Spieltag \| \| 2. Juli 2023 um 19:00 Uhr (3. Juli um 1:00 Uhr MESZ) in Charlotte (Bank of America Stadium) \| \| Zuschauer: 47.328 \| \| Schiedsrichter: Mario Escobar ( Guatemala) \| \| Spielbericht \|                                                                                                 | \| 3. Spieltag \| \| 2. Juli 2023 um 19:00 Uhr (3. Juli um 1:00 Uhr MESZ) in Charlotte (Bank of America Stadium) \| \| Zuschauer: 47.328 \| \| Schiedsrichter: Mario Escobar ( Guatemala) \| \| Spielbericht \|                                                                          | Trinidad und Tobago |
| USA                                                                                         | Matt Turner – Bryan Reynolds (77. DeAndre Yedlin), Miles Robinson (46. Matt Miazga), Jalen Neal, DeJuan Jones – Gianluca Busio, James Sands, Djordje Mihailovic (70. Brandon Vázquez) – Alejandro Zendejas (61. Cade Cowell), Jesús Ferreira, Cristian Roldan (61. Julian Gressel) Cheftrainer: B. J. Callaghan | Marvin Phillip – Alvin Jones, Leland Archer, Sheldon Bateau, Triston Hodge (65. Kadeem Corbin) – Luke Singh (46. Shannon Gomez), Neveal Hackshaw, Levi García, Kevin Molino (46. Real Gill), Joevin Jones (46. Andre Rampersad) – Malcolm Shaw (70. Kaïlé Auvray) Cheftrainer: Angus Eve | Trinidad und Tobago |
| USA                                                                                         | 1:0 Ferreira (13.) 2:0 Ferreira (38.) 3:0 Ferreira (45.+3', Foulelfmeter) 4:0 Cowell (65.) 5:0 Busio (79.) 6:0 Vázquez (90.+4') | | Trinidad und Tobago |
| USA                                                                                         | Neal (53.) | Molino (39.) | Trinidad und Tobago |
| USA                                                                                         | Spieler des Spiels: Jesús Ferreira (USA) | | Trinidad und Tobago |
| 3. Spieltag                                                                                 | | |                     |
| 2. Juli 2023 um 19:00 Uhr (3. Juli um 1:00 Uhr MESZ) in Charlotte (Bank of America Stadium) | | |                     |
| Zuschauer: 47.328                                                                           | | |                     |
| Schiedsrichter: Mario Escobar ( Guatemala)                                                  | | |                     |
| Spielbericht                                                                                | | |                     |